# Sự biến cầu Lục Bộ
Sự biến cầu Lục Bộ (Lục Bộ kiều chi biến) là một sự kiện chính trị xảy ra vào niên hiệu thứ hai Khai Hi đời vua Ninh Tông triều Nam Tống (1207) khi thế lực chống đối trong triều đình, được sự ủng hộ của Dương hoàng hậu, đã phục binh giết chết người thao túng triều cương lúc bấy giờ là thái sư Hàn Thác Trụ. Sự kiện này có ý nghĩa lớn đối với cục diện chính trị - ngoại giao thời Bắc Tống, và cũng là sự kiện chuẩn bị để kết thúc của cuộc bắc phạt Khai Hi đầy ô nhục trong lịch sử triều Tống.

## Duyên cớ

### Hàn Thác Trụ thao túng triều quyền
Sau khi thái thượng hoàng Tống Hiếu Tông qua đời năm 1194, do hoàng đế Tống Quang Tông không chịu đến chủ tang cho Thượng hoàng, tể tướng Triệu Nhữ Ngu bàn với Thái hoàng thái hậu Ngô thị (vợ của Tống Cao Tông) rồi làm sách mệnh buộc Quang Tông phải thoái vị. Hàn Thác Trụ, cháu đời thứ năm của cố thừa tướng Hàn Kì thời Bắc Tống, khi đó đang giữ chức Tri Cáp môn sự, cũng là cháu rể của Thái hoàng thái hậu cũng là người có góp phần rất lớn vào sự kiện này.
Hoàng tử Gia vương Khoáng nối ngôi, tức là vua Ninh Tông, lập cháu gái của Thác Trụ làm Cung Thục hoàng hậu. Trong triều, Hàn Thác Trụ tranh chấp với Triệu Nhữ Ngu, sau nhiều phen tranh đấu, Thác Trụ giành được thế thượng phong. Đến nửa cuối năm 1195, Triệu Nhữ Ngu bị bãi tướng, một mình Hàn Thác Trụ nắm được đại quyền trong tay. Thác Trụ cùng với Hữu Thừa tướng Kinh Thang ra sức gạt bỏ những đại thần được coi là chính nhân chí sĩ, liệt kê những đại thần chống, gọi họ là đồng đảng tuyên truyền Ngụy học, xin trị tội. Hàng loạt các đại thần bị mất chức, lưu đày, trong đó có cả Chu Tử. Sử gọi đây là Khánh Nguyên đảng cấm. Về sau Thác Trụ còn cho thầy giáo dạy vỡ lòng cho mình là Trần Tự Cường làm Thừa tướng, còn bản thân ông ta được phong đến Thái sư Bình chương quân quốc trọng sự, là chức vụ cao nhất trong triều đình.

### Bắc phạt Khai Hi
Năm 1203, Đặng Hữu Long sau khi đi sứ về báo nước Kim suy yếu, Kim đế hôn dung, nhu nhược khiến dân tình khốn khổ, trong triều có sủng phi lộng thần nắm quyền, bên ngoài Thát Đát quấy nhiễu, sẽ mau chóng tới chỗ diệt vong. Thác Trụ nghĩ đây là cơ hội tốt để mình lập công, bèn tích cực chuẩn bị cho chiến dịch phạt Kim, thu hồi Trung Nguyên.
Năm 1206, triều Tống khởi động bắc phạt. Tuy nhiên chiến sự chẳng mấy chốc rơi vào thế bắt lợi. Đến cuối năm đó, quân Kim tiến hành phản công, xâm nhập vào đất Tống. Ở Thục, Ngô Hi dâng bốn châu hàng giặc. Ở mặt trận Giang - Hoài, chiến sự thất lợi. Hàn Thạc Trụ buộc lòng phải nghĩ đến chuyện cầu hòa. Tướng Kim Bộc Tán Quỹ sai Hàn Nguyên Tĩnh là cháu năm đời của Hàn Kì đến miền nam nhắn với Thác Trụ rằng nếu thái sư là người có chủ ý bắc phạt thì e rằng mộ của tông tộc ở Tương châu không còn giữ được; rồi nhắn với bên Tống phải xưng thần, cắt đất và nộp đầu kẻ gây sự, còn chỉ đích danh Hàn Thác Trụ.
Phương Tín Nhụ là sứ thần triều Tống được cử đi sứ đến miền bắc. Khi đó Bộc Tán Quỹ đã chết, Hoàn Nhan Tông Hạo lên thay, trấn giữ Biện Kinh. Tháng 8 ÂL năm đó, Tín Nhụ đến Biện Kinh, Hoàn Nhan Tông Hạo dùng vũ lực uy hiếp, phúc thư buộc phải quyết coi là hòa hay chiến. Khi Phương Tín Nhụ cầm theo quốc thư và tiền thông tạ đến, Tông Hạo đáp rằng chỉ có thể nghị hòa nếu triều Tống thực hiện năm điều: xưng thần, cắt đất, trả những người bị bắt, tăng thuế, nộp đầu kẻ chủ mưu. Khi về Lâm An, Phương Tín Nhụ liền bị bãi chức. Thác Trụ biết rằng người Kim sẽ không dung mình, chẳng còn cách khác, buộc phải tiếp tục chiến tranh. Lúc bất giờ bách tính ở Lưỡng Hoài chịu nhiều đau khổ vì cuộc chiến, trong ngoài oán than việc Hàn thái sư gây hấn ngoài biên khiến đất nước không yên. Thị lang bộ Lễ Sử Di Viễn, con trai của cố thừa tướng Sử Hạo dâng sớ xin giết Thác Trụ để yên dân.

## Diễn biến

### Hậu cung can thiệp
Hoàng hậu Dương thị xuất thân thấp hèn, nhưng được Ninh Tông sở ái. Sau khi Cung Thục hoàng hậu qua đời (1200), Dương thị được phong làm Quý phi. Bấy giờ chỉ có Dương quý phi với Tào mĩ nhân có cơ hội trở thành kế hậu. Hàn Thác Trụ cho rằng Dương Quý phi xảo quyệt, một khi nắm quyền sẽ thao túng triều cương gây bất lợi cho mình, nên muốn lập Tào mĩ nhân. Nhưng Ninh Tông không theo, vẫn quyết ý lập Dương Quý phi làm Hoàng hậu. Cho nên Dương hậu rất oán hận Hàn Thác Trụ.
Về mối quan hệ giữa Dương hậu với Sử Di Viễn, người đương thời cho rằng giữa họ qua lại mật thiết, như có Dương Thăng đời Tống có câu rằng: Đêm nay Lão thiềm làm quan nơi cung nguyệt, có ý châm chọc việc tư thông của Dương hậu với Di Viễn, nhưng chính sự không chính thức ghi lại.
Việc Sử Di Viễn dâng sớ tố cáo cũng là được Dương hậu giật dây phía sau. Hậu lại sai nghĩa tử của mình là Vinh vương Nghiễm dâng sớ đàn hặc Thác Trụ. Hoàng tử ngày trước cũng không được Thác Trụ ủng hộ, nên ra sức nói xấu Thác Trụ, nhưng nhà vua không trả lời. Hoàng hậu cũng ra sức nói hùn vào, Ninh Tông mới có ý lay động. Hậu xin cho anh trai mình là Dương Thứ Sơn cùng với quần thần giết Thác Trụ, nhà vua cho phép. Dương hậu báo cho Dương Thứ Sơn, Thứ Sơn báo cho Sử Di Viễn, Di Viễn có mật chỉ, bèn triệu Tiền Tượng Tổ về kinh. Tượng Tổ ngày trước vì việc can gián mà bị Thác Trụ đày đi xa, nên rất oán hận. Tượng Tổ nói với Tham chính là Lý Bích. Việc đi lại của Sử Di Viễn cũng đến tai của Thác Trụ. Thác Trụ hỏi Lý Bích rằng có người đang tính thay đổi cục diện. Lý Bích hoảng sợ, chối là không có việc đó, rồi báo với Sử Di Viễn. Di Viễn bàn với Trương Từ, quyết định nhanh chóng hạ thủ Hàn Thác Trụ.

### Hành động
Tối ngày 2 tháng 11 ÂL (23 tháng 11) năm thứ hai Khai Hi (1207), Sử Di Viễn xin được chỉ của Dương hậu, cầm hổ phù điều động cấm quân. Lại lệnh cho Tiền Tượng Tổ triệu chủ quản cung điện Hạ Chấn, bộ tướng Đặng Phát, Vương Bân phục quân ở cầu Lục Bộ để giết Thác Trụ. Tối hôm đó cũng là sanh thần của Thác Trụ, trong phủ yến ẩm thâu đêm suốt sáng. Người thân tín của Thác Trụ là Chu Quân báo về biến cố, Thác Trụ không thèm để ý đến, ném luôn mảnh giấy vào lò lửa. Sáng hôm sau khi Thác Trụ lên xe vào triều, Chu Quân lại ra can ngăn nhưng Thác Trụ không nghe.
Xe của Thác Trụ đến cầu Lục Bộ, thì thấy cấm quân sắp hàng đợi sẵn. Thác Trụ hỏi là có việc gì, Hạ Chấn tuyên bố có chiếu bãi chức Thái sư, rồi lệnh cho Trịnh Phát, Vương Bân bao vây đoàn người của Thác Trụ, rồi tuyên đọc chiếu chỉ bãi chức của Thác Trụ cùng với Hữu tướng quốc Trần Tự Cường. Khi chiếu chỉ còn chưa đọc hết thì Hạ Đình đã dùng gậy sắt đánh mạnh vào lưng của Thác Trụ nhưng Thác Trụ không hề bị thương vì có giáp mềm chống đỡ. Hạ Đình bồi thêm nhiều nhát nữa thì Thác Trụ chết hẳn. Đó là ngày Ất Hợi tháng 11 ÂL năm Khai Hi thứ hai, tức 24 tháng 11 năm 1207. Hàn Thác Trụ cầm quyền 14 năm, thọ 56 tuổi.
Lúc đó Sử Di Viễn đợi tin tức ở triều môn, đã lâu, bắt đầu lo sợ muốn cải trang bỏ trốn; thì Hạ Chấn đến báo việc đã xong. Hạ Chấn tuyên chiếu giết Tô Sư Đán, bãi chức Hữu thừa tướng của Trần Tự Cường, đày gia thuộc của Thác Trụ ra Lĩnh Nam... Sử Di Viễn cùng Tiền Tượng Tổ vào điện Diên Hòa tâu việc giết Thác Trụ, nhưng Ninh Tông vẫn không tin. Mãi đến khi chắc chắn là Thạc Trụ đã chết, Ninh Tông mới dám cầm bút tuyên chỉ bố cáo tội ác của Thác Trụ ra bên ngoài, tịch biên gia sản, thê thiếp con cái bị lưu đày, giết Tô Sư Đán, đày bọn Quách Nghê, Quách Soạn, Đặng Hữu Long. Một loạt đại thần có liên can cũng bị mất chức, trong đó có cả Lý Bích.
Nguyên là Ninh Tông ở trong cung, được tin Thác Trụ nguy khốn, vội sai người đi đón thái sư. Dương hậu vội chạy ra ngăn cản, khóc mà nói rằng
Nếu Bệ hạ muốn đón thái sư thì xin cho nô tì chết trước đã.
Ninh Tông vì những giọt nước mắt của Dương hậu mà rút lệnh. Sách Tống cung mười tám triều ghi lại lời trích dẫn về sự kiện này như sau
Nửa đêm cung khuyết dùng hổ phù/Giáp mềm liệu được mấy công phu/Cửu trùng nhìn lệ đành rút lệnh/Mất nước ai thương Triệu Nhữ Ngu.

## Kết cục
Đầu năm 1208, triều Tống dùng thủ cấp của Hàn Thác Trụ và đồng mưu Tô Sư Đán là lễ vật nghị hòa với người Kim, đồng ý cắt đất xưng cháu, để kết thúc chiến tranh. Sau sự kiện này, Sử Di Viễn đánh bại được Tiền Tượng Tổ, cùng với Dương hoàng hậu trở thành người nắm thực quyền triều Tống trong 25 năm tiếp theo (1210 - 1234), thậm chí còn gây ra sự kiện phế lập năm 1224, tiếp tục giai đoạn Nam Tống bị quyền thần chi phối.